# Andrzej Styczek
Andrzej Marian Styczek (ur. 1941) – polski naukowiec, profesor nauk technicznych o specjalności mechanika cieczy i gazów, mechanika ośrodków ciągłych, metody numeryczne. Emerytowany profesor Politechniki Warszawskiej. 

## Życiorys
Urodził się w 1941. W 1966 ukończył studia magisterskie na Wydziale Mechanicznym Energetyki i Lotnictwa Politechniki Warszawskiej. W 1974 doktoryzował się, a w 1980 uzyskał stopień doktora habilitowanego na MEiL PW. 9 października 1990 otrzymał tytuł profesora nauk technicznych. 
W działalności naukowo–badawczej zajmuje się stochastycznymi metodami matematycznymi w modelowaniu procesów przebiegających w cieczy lepkiej i problemami modelowania ruchu w atmosferze. Sformułował równanie brzegowe dla gęstości wirowości. 
Na PW zatrudniony od 1967, przy czym w latach 1974–1977 był także pracownikiem Politechniki Świętokrzyskiej. Związany z Zakładem Aerodynamiki w Instytucie Techniki Lotniczej i Mechaniki Stosowanej MEiL PW. W latach 1987–1990 prodziekan wydziału MEiL PW, a w latach 1990–1996 dziekan tegoż wydziału. 
Od 1994 wielokrotnie wybierany członkiem Komitetu Mechaniki PAN. Pełnił funkcję jego przewodniczącego (2003–2006), wiceprzewodniczącego (1996–1998 i 1999–2002) i członka prezydium. 
Laureat wielu nagród uczelnianych, środowiskowych i ministerialnych, w tym nagrody Wydziału IV PAN im. S. Drzewieckiego. W 1998 odznaczony Krzyżem Kawalerskim Orderu Odrodzenia Polski.

## Wybrane publikacje
- Styczek A., Ruch płynu lepkiego z lokalnym oderwaniem, Wydawnictwo Politechniki Warszawskiej, Warszawa 1980.
- Styczek A., O pewnej metodzie numerycznej wyznaczania płaskiego ruchu cieczy lepkiej , Instytut Podstawowych Problemów Techniki Polskiej Akademii Nauk, Warszawa 1974.